# Meñaca
Meñaca (em castelhano) ou Meñaka (em basco) é um município da Espanha na província da Biscaia, comunidade autónoma do País Basco, com 12,7 km² de área. Em 2021 tinha 753 habitantes (densidade: 59,3 hab./km²).

## Demografia
| Variação demográfica do município entre 1991 e 2004 | Variação demográfica do município entre 1991 e 2004 | Variação demográfica do município entre 1991 e 2004 | Variação demográfica do município entre 1991 e 2004 |
| --------------------------------------------------- | --------------------------------------------------- | --------------------------------------------------- | --------------------------------------------------- |
| 1991                                                | 1996                                                | 2001                                                | 2004                                                |
| 440                                                 | 473                                                 | 515                                                 | 563                                                 |